# Транспирационное охлаждение
Транспирационное охлаждение — метод теплозащиты, при котором внутренняя стенка камеры или её часть (если транспирационное охлаждение применяется на определенном участке) изготавливается из мелкопористого материала с диаметром пор в несколько десятков микрон.
Защитное действие транспирационного охлаждения аналогично завесному. Если используется жидкий охладитель, то он по порам подается с небольшой скоростью на огневую поверхность стенки, создается защитная завеса, плотность теплового потока в стенку снижается. При некотором критическом значении расхода жидкого охладителя температура стенки становится равной температуре кипения жидкости при данном давлении. На режиме критического расхода внутренняя стенка защищается сплошной завесой жидкости. При снижении расхода жидкость частично испаряется, а завеса становится в основном газовой.
Во время прохождения холодного газа или жидкости в пограничном слое входящего потока происходит движение горячего газа назад поверхности стенки, в результате чего скорость теплопередачи уменьшается. Поэтому при транспирационном охлаждении охладителю нужно обладать максимальной удельной теплоемкостью и минимальной молекулярной массой. Предпочтительнее, особенно при использовании в качестве охладителей H2 и NH3, испарять жидкий охладитель у наружной поверхности стенки и вдувать в пограничный слой у внутренней стенки холодный пар. Это обеспечивает большую равномерность охлаждения поверхности.
Количественные соотношения между расходом охладителя и снижением плотности теплового потока зависят от свойств охладителя, материала стенки и параметров газового потока. В общем случае расход охладителя при транспирационном охлаждении в 3 — 5 раз меньше, чем при завесном, что обусловлено небольшими скоростями ввода охладителя и равномерном охлаждением поверхности. Преимущества транспирационного охлаждения увеличиваются при больших температурных перепадах.

## История
Идея транспирационного охлаждения принадлежит американскому инженеру Р.Годдарду, проведшему в 1923 г. огневое испытание ЖРД, камера сгорания и сопло которого были изготовлены из керамического пористого материала. В рубашку охлаждения подавался жидкий кислород, «продавливавшийся», за счет избыточного давления через пористую стенку в камеру, так что во время работы двигателя у стенки находился холодный кислород.
Работы по такому охлаждению были прекращены, и к ним вернулись в США только в конце 40-х годов, когда на фирме «Аэроджет» началась разработка водородно-кислородного ЖРД для ракеты-носителя. Однако и эти разработки были прекращены.
Первым крупным двигателем с применением транспирационного охлаждения стал J-2, разработанный в начале 1960-х гг., где оно использовалось на периферии форсуночной головки.
В 1963 г. на фирме «Пратт-Уитни» был спроектирован двигатель RL 20р-3, на уменьшенных копиях которого (на огневых испытаниях в том же году они показали тягу 5 тс) отрабатывалось транспирационное охлаждение камеры сгорания и горловины сопла. Внедрение этого способа затруднялось невозможностью массового производства материалов с переменной пористостью на технологическом уровне того времени.
В 1966 г. в этой же фирме начал отрабатываться транспирационно охлаждаемый водородно-кислородный ЖРД XLR-129 с тягой 115 тс, длительное время рассматривавшийся как двигатель для разведывательного космического самолёта.
В СССР теплозащита путём выдавливания охладителя через пористую поверхность разрабатывалась О. В. Гурко и И. М. Яцунским в начале 1950-х гг. для головных частей баллистических ракет. Исследования показали, что механизм её работы основан не столько на уносе охладителем тепла, сколько на перестройке пограничного слоя, значительно уменьшающего теплопередачу к защищаемой поверхности, и ОКБ Королёва было принято решение перейти к более простой конструктивно абляционной теплозащите.

## Сфера использования, преимущества и недостатки
При условии преодоления трудностей транспирационное охлаждение можно считать перспективным и почти единственно пригодным для охлаждения камер с очень высокими плотностями теплового потока в стенку (ЖРД на высокоэнергетических топливах с большим давлением, газофазные, ядерные ракетные двигатели). Применение транспирационного охлаждения сдерживается рядом трудностей материаловедческого и технологического характера.
Преимуществами данного охлаждения являются:
- Уменьшенный расход охладителя при транспирационном охлаждении в 3 — 5 раз меньше, чем при завесном.
- Максимальная равномерность испарения охладителя из стенок обеспечивает равномерность охлаждения тех же стенок камеры сгорания.
- Равномерное испарение охладителя по поверхности стенок камеры сгорания практически исключает их окисление.
- Общее упрощение конструкции камеры сгорания.
- Из-за уменьшения расхода охладителя снижается требования к основным характеристикам Турбонасосного Агрегата, что впоследствии оказывает хорошее влияние на многое аспекты.
- Более эффективный метод охлаждения позволяет поднять давление в камере сгорания, что позволяет увеличить Удельный импульс РД.

Недостатки:
- Трудности материаловедческого и технологического характера (то есть сложности выбора материала для формирования в нем пористости, после чего способного выдерживать условия камеры сгорания. Сложности в трудоемкости и тех.процессе производства и так далее).